# Barro (banda)
Barro fue una agrupación de música rock y pop formada en 1987 en la ciudad de Quito, Ecuador.

## Trayectoria
La banda fue conformada en 1987 por el músico argentino Miguel Benítez y el chileno Kike Rodríguez, quienes tras probar suerte en Perú y Bolivia, se establecieron en Ecuador y se juntaron con los también chilenos Juan Carlos Zúñiga (radicado en el país desde los años 70 y baterista de Boddega) y Pepe Aranda (quién formó parte de Banda Metro en Chile). El conjunto logró colocar algunos canciones que se convirtieron en éxitos locales como «Para tú», «Pensar en ti» y «Al fin te pude encontrar».
En 1989 participaron del Festival MTV en Ecuador, transmitido en aquel entonces por la cadena Gamavisión, alcanzando la fase final junto a las bandas y músicos Tranzas, Tarkus, Demolición, Blaze, Clip, Riccardo Perotti y Claudio Durán.
En 1991 la banda grabó un álbum de larga duración recopilando todos sus singles. Sin embargo, este nunca salió a la venta en Ecuador, aunque sí se difundió de manera informal (a manera de bootleg) con el título de Barro: El Disco. Posterior a la separación del grupo, Kike Rodríguez y Pepe Aranda se establecieron en Estados Unidos, creando la agrupación de estilo fusión Solazo.
Juan Carlos Zúñiga, quién participó como músico en otros proyectos con artistas y grupos ecuatorianos, falleció en la ciudad de Guayaquil en 2021.

## Miembros
- Kike Rodríguez (voz y guitarra)
- Pepe Aranda (guitarra)
- Miguel Benítez (bajo)
- Juan Carlos Zúñiga (batería)

## Discografía
- Pensar en ti (EP, 1989)
- Para tú (EP, 1990)
- Simplemente/Al fin salimos pa'fuera (1991)